# 유기정
유기정(柳琦諪, 1922년 1월 6일 ~ 2010년 1월 4일)은 대한민국의 기업인이며, 제8·9·10대 국회의원을 지낸 정치인이다. 본관은 전주이며, 전라북도 전주 출신이다.

## 학력
- 전주공업고등학교
- 국민대학교 경제학과 학사

## 경력
- 삼화인쇄 회장
- 삼화출판사 회장
- 대한상공회의소, 서울상공회의소 상임위원
- 서울가정법원 조정위원
- 1971년 ~ 1972년 : 제8대국회의원 (민주공화당)
- 1973년 ~ 1979년 : 제9대 국회의원 (민주공화당)
- 1979년 ~ 1980년 : 제10대국회의원 (민주공화당)
- 국회 상공위원장
- 중소기업중앙회 회장
- 국가보위입법회의 입법의원
- 중앙노동위원회 위원
- 대한적십자사 중앙위원
- 전국갱생보호위원중앙회 회장
- 세계중소기업연맹 총재

## 역대 선거 결과
|  | 52.35% |

|  | 28.04% |

|  | 27.21% |